# Відар Едн К'яртанссон
Відар Едн К'яртанссон (ісл. Viðar Örn Kjartansson, нар. 11 березня 1990, Сельфосс) — ісландський футболіст, нападник клубу «Атромітос» (Афіни).
Виступав, зокрема, за «Маккабі» (Тель-Авів), «Волеренгу», «Мальме», а також національну збірну Ісландії.

## Клубна кар'єра
У дорослому футболі дебютував 2006 року виступами за команду клубу «Сельфосс», в якій провів два сезони, взявши участь у 45 матчах чемпіонату.
Згодом з 2009 по 2016 рік грав у складі команд клубів «Вестманнаейя», «Сельфосс», «Фількір», «Волеренга», «Цзянсу Сайнті» та «Мальме».
Своєю грою за останню команду привернув увагу представників тренерського штабу тель-авівського «Маккабі», до складу якого приєднався 2016 року. Відіграв за команду наступні два сезони своєї ігрової кар'єри. Більшість часу, проведеного у складі тель-авівського «Маккабі», був основним гравцем атакувальної ланки команди. У складі тель-авівського «Маккабі» був одним з головних бомбардирів команди, маючи середню результативність на рівні приблизно 0,50 голу за гру першості.
З 2018 по 2020 рік захищав кольори команди клубу «Ростов». За час виступів у складі ростовського клубу виступав на правах оренди у клубах «Гаммарбю», «Рубін» та «Єні Малатьяспор».
До складу клубу «Волеренга» приєднався влітку 2020 року. Станом на 27 липня 2021 року відіграв за команду 19 матчів в національному чемпіонаті.

## Виступи за збірні
2006 року дебютував у складі юнацької збірної Ісландії (U-17), загалом на юнацькому рівні взяв участь у 10 іграх, відзначившись 4 забитими голами.
2014 року дебютував в офіційних матчах у складі національної збірної Ісландії.
| Дата       | Місто            | Господарі | Результат | Гості              | Турнір                               | Голи | Примітки |
| ---------- | ---------------- | --------- | --------- | ------------------ | ------------------------------------ | ---- | -------- |
| 30-5-2014  | Інсбрук          | Австрія   | 1 – 1     | Ісландія           | товариський матч                     | -    | 61'      |
| 9-9-2014   | Рейк'явік        | Ісландія  | 3 – 0     | Туреччина          | Відбір до ЧЄ 2016                    | -    | 90+2'    |
| 12-11-2014 | Брюссель         | Бельгія   | 3 – 1     | Ісландія           | товариський матч                     | -    | 74'      |
| 31-3-2015  | Таллінн          | Естонія   | 1 – 1     | Ісландія           | товариський матч                     | -    |          |
| 6-9-2015   | Рейк'явік        | Ісландія  | 0 – 0     | Казахстан          | Відбір до ЧЄ 2016                    | -    | 85'      |
| 13-10-2015 | Конья            | Туреччина | 1 – 0     | Ісландія           | Відбір до ЧЄ 2016                    | -    | 82'      |
| 13-1-2016  | Абу-Дабі         | Фінляндія | 0 – 1     | Ісландія           | товариський матч                     | -    | 46'      |
| 16-1-2016  | Абу-Дабі         | ОАЕ       | 2 – 1     | Ісландія           | товариський матч                     | 1    |          |
| 29-3-2016  | Пірей            | Греція    | 2 – 3     | Ісландія           | товариський матч                     | -    | 61'      |
| 6-10-2016  | Рейк'явік        | Ісландія  | 3 – 2     | Фінляндія          | Відбір до ЧС 2018                    | -    | 75'      |
| 9-10-2016  | Рейк'явік        | Ісландія  | 2 – 0     | Туреччина          | Відбір до ЧС 2018                    | -    | 68'      |
| 12-11-2016 | Загреб           | Хорватія  | 2 – 0     | Ісландія           | Відбір до ЧС 2018                    | -    | 75'      |
| 15-11-2016 | Та-Калі          | Мальта    | 0 – 2     | Ісландія           | товариський матч                     | -    | 69'      |
| 24-3-2017  | Митровиця        | Косово    | 1 – 2     | Ісландія           | Відбір до ЧС 2018                    | -    | 69'      |
| 8-11-2017  | Доха             | Ісландія  | 1 – 2     | Чехія              | товариський матч                     | -    |          |
| 14-11-2017 | Доха             | Катар     | 1 – 1     | Ісландія           | товариський матч                     | 1    | 46'      |
| 24-3-2018  | Санта-Клара      | Мексика   | 3 – 0     | Ісландія           | товариський матч                     | -    | 46'      |
| 28-3-2018  | Лейпциг          | Перу      | 3 – 1     | Ісландія           | товариський матч                     | -    | 73'      |
| 8-9-2018   | Санкт-Галлен     | Швейцарія | 6 – 0     | Ісландія           | Ліга націй УЄФА 2018-2019 - 1-й етап | -    | 60'      |
| 22-3-2019  | Андорра-ла-Велья | Андорра   | 0 – 2     | Ісландія           | Відбір до ЧЄ 2020                    | 1    | 70'      |
| 8-6-2019   | Рейк'явік        | Ісландія  | 1 – 0     | Албанія            | Відбір до ЧЄ 2020                    | -    | 63'      |
| 7-9-2019   | Рейк'явік        | Ісландія  | 3 – 0     | Молдова            | Відбір до ЧЄ 2020                    | -    | 84'      |
| 10-9-2019  | Ельбасан         | Албанія   | 4 – 2     | Ісландія           | Відбір до ЧЄ 2020                    | -    | 83'      |
| 17-11-2019 | Кишинів          | Молдова   | 1 – 2     | Ісландія           | Відбір до ЧЄ 2020                    | -    | 29'      |
| 16-1-2020  | Ірвайн           | Канада    | 0 – 1     | Ісландія           | товариський матч                     | -    | 60'      |
| 19-1-2020  | Карсон           | Сальвадор | 0 – 1     | Ісландія           | товариський матч                     | -    | 46'      |
| 14-10-2020 | Рейк'явік        | Ісландія  | 1 – 2     | Бельгія            | Ліга націй УЄФА 2020-2021 - 1-й етап | -    | 69'      |
| 15-11-2020 | Копенгаген       | Данія     | 2 – 1     | Ісландія           | Ліга націй УЄФА 2020-2021 - 1-й етап | 1    | 70'      |
| 2-9-2021   | Рейк'явік        | Ісландія  | 0 – 2     | Румунія            | Відбір до ЧС 2022                    | -    | 67'      |
| 5-9-2021   | Рейк'явік        | Ісландія  | 2 – 2     | Північна Македонія | Відбір до ЧС 2022                    | -    | 60'      |
| 8-10-2021  | Рейк'явік        | Ісландія  | 1 – 1     | Вірменія           | Відбір до ЧС 2022                    | -    | 46'      |
| 11-10-2021 | Рейк'явік        | Ісландія  | 4 – 0     | Ліхтенштейн        | Відбір до ЧС 2022                    | -    | 65'      |
| Усього     |                  | Матчів    | 32        |                    | Голів                                | 4    |          |

## Титули і досягнення
- Володар Кубка Китаю (1):

«Цзянсу Сунін»: 2015
- Володар Кубка Тото (1):

«Маккабі» (Тель-Авів): 2017-18
- Володар Кубка Ісландії (1):

«Акурейрі»: 2024
- Найкращий бомбардир Чемпіонату Ісландії (1):

«Фількір»: 2013
- Найкращий бомбардир Чемпіонату Норвегії (1):

«Волеренга»: 2014
- Найкращий бомбардир Чемпіонату Ізраїлю (1):

«Маккабі» (Тель-Авів): 2016-17
Особисті досягнення
- Нападник року Аллсвенскан: 2016[1]
- Гравець місяця Аллсвенскан: липень 2016[2]